# Paolo Moretto

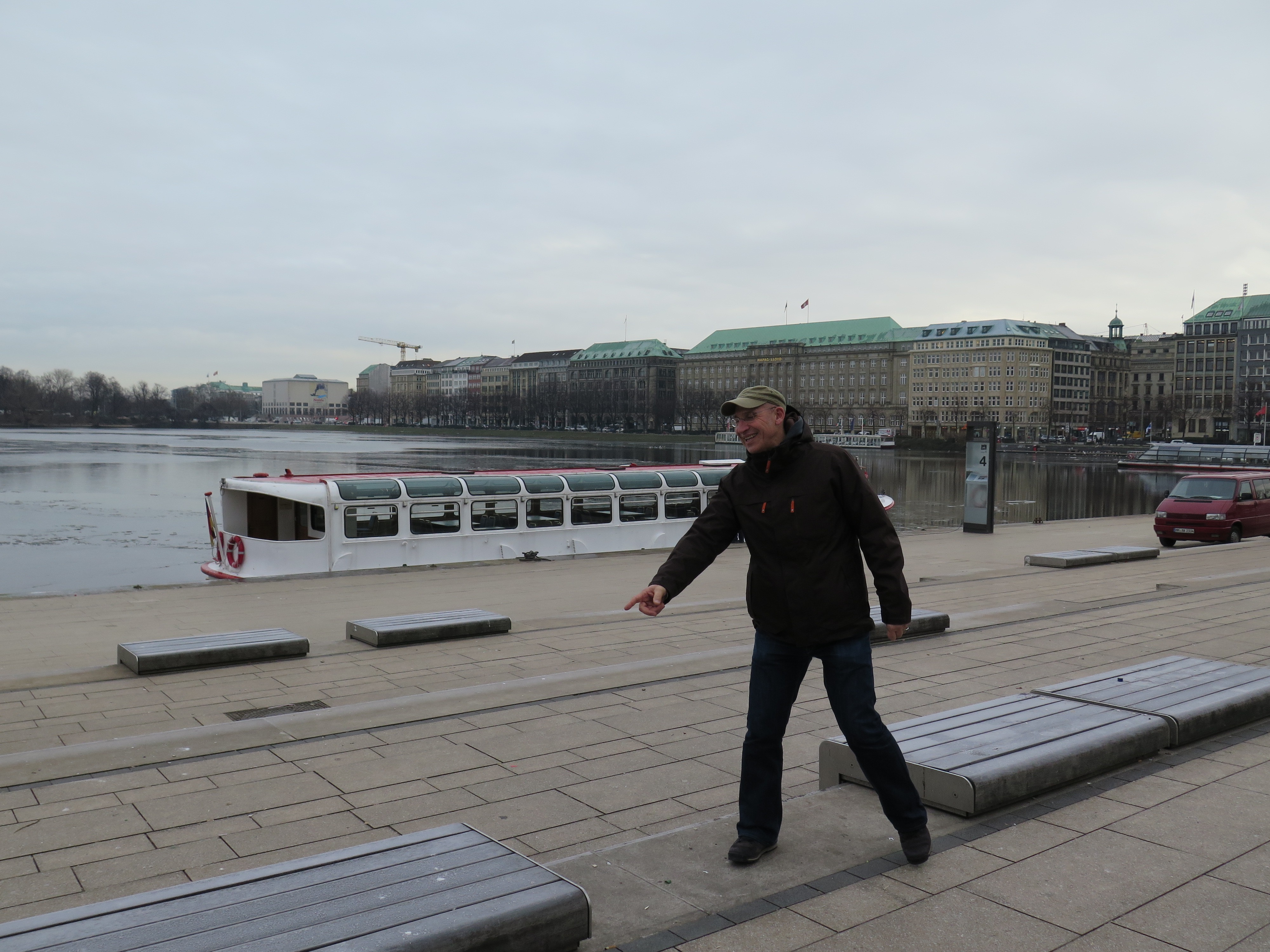
Paolo Moretto an der Alster

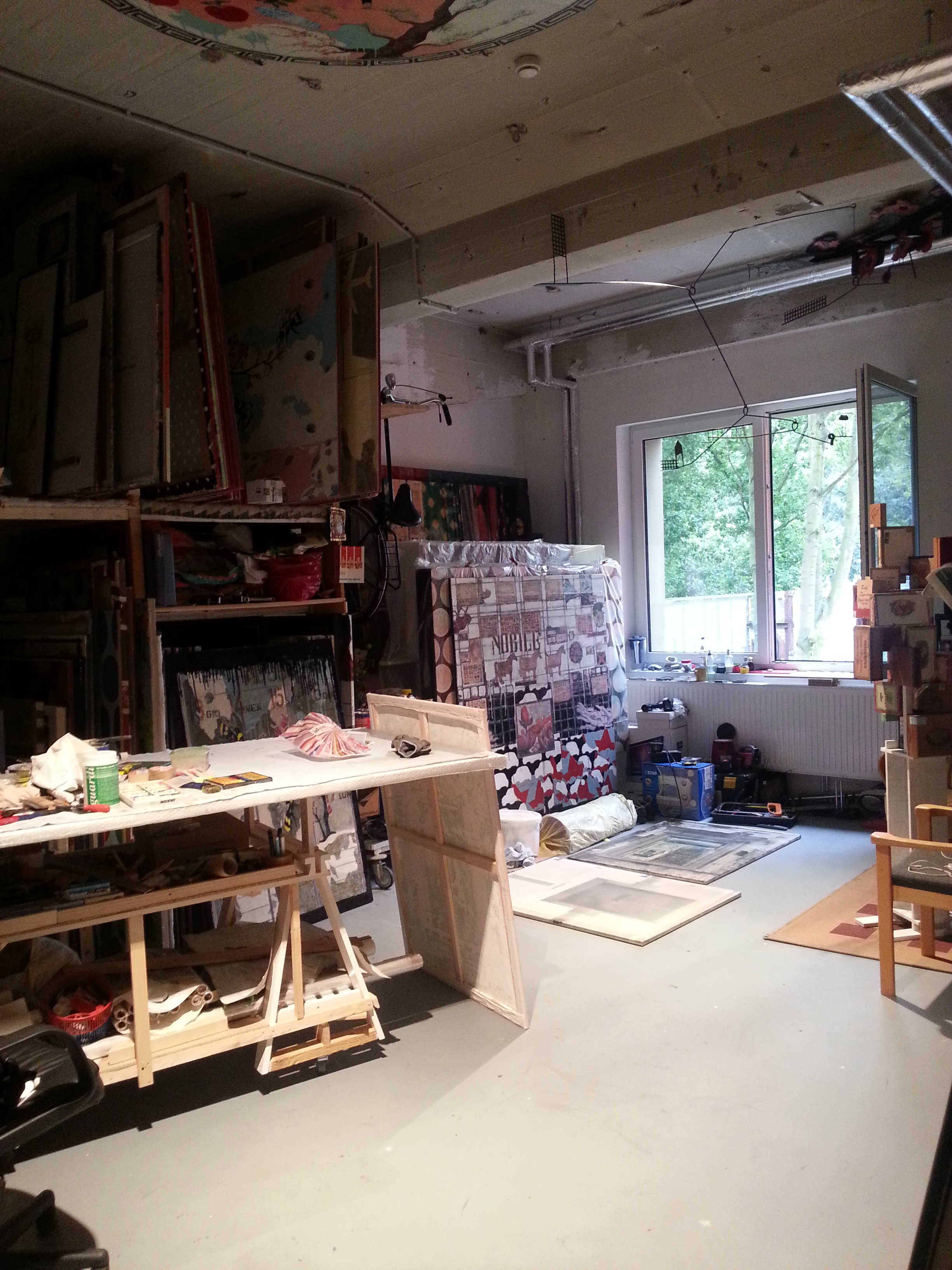
Ein Blick in Morettos altes Atelier

Paolo Moretto (* 1959 in Verona) ist ein italienischer Bildhauer und Maler. Seine Werke und Skulpturen beinhalten verschiedene Techniken.

## Leben
Paolo Moretto stammt aus Verona und lebt und arbeitet in Hamburg. Seiner Meinung nach verbindet das Wasser die beiden Städte, genauer prägt sie ein Fluss mit Hafen und entsprechender Industrie und Infrastruktur. Sie trennt das Lebensgefühl der temperamentvollen, oft spontan und sinnlich reagierenden, katholischen Italiener und der ehrlichen, manchmal distanziert kühlen Hanseaten mit ihrem Blick fürs Geschäft. Von der Spannung dazwischen wie von den Städten als eigenen Räumen hat Moretto profitiert – Wasser thematisieren viele seiner Werke und ausbalancierte Spannungen zwischen vermeintlich Unvereinbarem geben ihnen eine Leichtigkeit, die mal ironisch und manchmal auch melancholisch an Naivität erinnert, ohne darauf reduziert zu sein. Anfang bis Mitte der 90er Jahre war Paolo Moretto in Oldenburg ansässig und dort Mitglied der inzwischen historischen Produzentengalerie und Ateliergemeinschaft KARG. Gemeinsam mit dem Künstler Peter Kastner (Hamburg) und anderen europäischen Künstlern bildet er seit 1999 die Bewegung TRANSINDUSTRIELL, die sich für das Ziel engagiert, dem Konzept einer kollektiven, spartenübergreifenden Kunst eine internationale Plattform zu bieten. Ebenfalls mit Peter Kastner gründete er das Projekt Ko*op.

## Werke(Auswahl)

### Gemälde
- „Goodbye“  2010-160 × 115 cm, oil on canvas  Artothek- art collection of the German Bundestag
- „Stay“ 2011-14-80 × 100 cm, mixed media on canvas  Artothek- art collection of the German Bundestag
- „It's time“ 2014-80 × 65 cm, mixed media on canvas  Artothek- art collection of the German Bundestag
- „Über“ 2013-88 × 120 cm, mixed media on canvas, P. Collection  Austria
- „Città ideale“ 2013-34 × 160 × 7 cm, oil on paper on canvas, P. Collections Germany
- „Am Tag“ 2015-140 × 100 cm, mixed media on canvas, P. Collections Germany
- „Über“ 2013-88 × 120 cm, mixed media on canvas, P. Collections Germany
- „Paesaggio mobile“ 2008-140 × 140 cm, oil on canvas, P. Collections Italy
- „47“ 2008-120 × 90 cm, oil on canvas, P. Collections Germany
- „Vorne“ 1991-160 × 110 × 3 cm, oil on table, P. Collections Italy
- „Un sorso d’aria fresca I“ 1997-130 × 220 × 4 cm, oil on canvas, P. Collections Italy

### Skulpturen
- „Isola mobile“ 2008-89 × 100 × 11 cm, wood, vinyl, cartoon, P. Collections Italy
- „Navigando“ 2006-65 × 35 × 28 cm, metal, P. Collections Germany
- „Unità mobile“ 1999-95 × 83 × 14 cm, metal, wood, P. Collections Germany
- „Cociera“ 2001,01-179 × 50 × 28 cm, metal, wood,  P. Collections Germany
- „Camper“ 1999-23 × 21 × 10 cm, metal, wax, wood, P. Collections Germany
- „Al di sopra“ 1999-42 × 50 × 10 cm metal, wax, P. Collections Italy
- „Stabile“ 1999-30 × 16 × 8 cm, wire, wax, wood, P. Collections Italy
- „Il Mare“ 1996-65 × 40 × 20 cm. Metal, wood, P. Collections Italy
- „Talassocrazia III“ 1992-150 × 150 × 40 cm, metal, wood, P. Collections Canada
- „Quelli che tornano“ 1992-230 × 140 × 100 cm, wood, metal, P. Collections Italy

## Ausstellungen (Auswahl)
- 2023 „Collage“, xpon-art Gallery, Hamburg
- 2023 „raumNEHMEN“, „Revolte“, KO*OP, xpon-art Gallery, Hamburg
- 2023 „Postion“, Fabrik des Kunst, Hamburg
- 2022 „Schwarmintelligenz“, Wälderhaus, Hamburg
- 2020 „Elementare“, Galerie Kulturtours, Hamburg
- 2019 „Art-Bubble-Unfiltered“, Wälderhaus, Hamburg
- 2019 „Dilettantische Bauer“, KO*OP, Kulturhaus Abraxas, Augsburg
- 2017 „Dilettantische Bauer“, KO*OP, Kunsthaus Mestlin, Mestlin
- 2017 „Apparent doors“, Kulturtours, Hamburg
- 2017 „Natürliche Aussichten“, Wälderhaus, Hamburg
- 2016 „Transmarginale“, Kunstlerhaus Mestlin-(Mestlin)
- 2016 „Wir sind Griechen“, Galeriehaus 23, Hamburg
- 2015 „ein::machen“, xpon-art Galley, Hamburg
- 2014 „Finestra“ Galerie Elbchaussee, Hamburg
- 2013 „Il rammarico delle menti in disuso“, Bei Gert Lorenz, Berlin
- 2012 „Abbruch“, KO-OP, Galerie Herold, Bremen (mit Peter Kastner)
- 2011 „Padiglione Italia nel mondo“, Venezia Biennale 2011
- 2011 „kunstfrühling“, Bremen (mit Peter Kastner)
- 2010 „Adesso si che sono fritto“, Galerie holzhauer, Hamburg
- 2009 „Fine Art“, Deichtorhallen Hamburg
- 2009 „Però“, Galerie Artantide, Verona
- 2008 „Bitte Kül Lagern“, Galerie holzhauer hamburg, Hamburg
- 2008 „Neue Bilder und Objekte“, Galerie Kunstück, Oldenburg
- 2006 „Sotto-sopra“, Galerie Molitoris, Hamburg
- 2006 „Lupi in sordina“, Istituto Italiano Di Cultura Hamburg
- 2005 „É pericoloso sporgersi“, Istituto Italiano Di Cultura, Cologne
- 2002 „Uscita di sicurezza“, Treuhand, Oldenburg
- 2002 „Aber“, Galerie Artist, Darmstadt
- 2000 „Lungo la linea“, Istituto Italiano Di Cultura, Hamburg
- 2000 „Personale“, Galerie Rosenbohm, Oldenburg
- 1999 „Instabile-Equilibrio“, Galerie Artis, Darmstadt